# 刘脩 (阳翟长公主)
阳翟长公主（?—?），东汉第十一任皇帝桓帝刘志的女儿，名刘脩。她是刘志的第三女，延熹七年（164年），汉桓帝刘志册封刘脩为阳翟长公主，史书没有记载她的丈夫。